# 충전! 행복플러스
충전! 행복플러스는 메디컬TV에서 방송했던 건강 쇼 프로그램이다.

## 역사
2008년 10월에 첫방송을 시작해, 2014년 5월에 잠정적으로 종영됐다가, 2017년 11월에 다시 부활했으나, 2018년 6월 방송을 마지막으로 완전히 종영되었다.

## 역대 MC

### 1기
- 2008년 10월 ~ 2014년 5월 : 표영호

### 2기
- 2017년 11월 ~ 2018년 6월 : 김학도

## 역대 의학 전문 리포터

### 1기
- 1대 : 이미영
- 2대 : 박미희
- 3대 : 김새아
- 4대 : 김두루
- 5대 : 안지민

### 2기
- 안지민